# Ondřej Štěpánek
Ondřej Štěpánek (Brandýs nad Labem, 28 de noviembre de 1979) es un deportista checo que compitió en piragüismo en la modalidad de eslalon.
Participó en cuatro Juegos Olímpicos de Verano, entre los años 2000 y 2012, obteniendo en total dos medallas: plata en Pekín 2008 y bronce en Atenas 2004, ambas en la prueba de C2 individual.
Ganó diez medallas en el Campeonato Mundial de Piragüismo en Eslalon entre los años 1999 y 2013, y quince medallas en el Campeonato Europeo de Piragüismo en Eslalon entre los años 1998 y 2012.

## Palmarés internacional
| Juegos Olímpicos   | Juegos Olímpicos                     | Juegos Olímpicos  | Juegos Olímpicos |
| Año                | Lugar                                | Medalla           | Competición      |
| ------------------ | ------------------------------------ | ----------------- | ---------------- |
| 2004               | Atenas (Grecia)                      | Medalla de bronce | C2 individual    |
| 2008               | Pekín (China)                        | Medalla de plata  | C2 individual    |
| Campeonato Mundial |                                      |                   |                  |
| Año                | Lugar                                | Medalla           | Competición      |
| 1999               | Seo de Urgel (España)                | Medalla de oro    | C2 por equipos   |
| 2003               | Augsburgo (Alemania)                 | Medalla de oro    | C2 por equipos   |
| 2003               | Augsburgo (Alemania)                 | Medalla de plata  | C2 individual    |
| 2005               | Penrith (Australia)                  | Medalla de plata  | C2 por equipos   |
| 2006               | Praga (República Checa)              | Medalla de oro    | C2 individual    |
| 2006               | Praga (República Checa)              | Medalla de oro    | C2 por equipos   |
| 2007               | Foz do Iguaçu (Brasil)               | Medalla de oro    | C2 por equipos   |
| 2010               | Liubliana (Eslovenia)                | Medalla de plata  | C2 por equipos   |
| 2013               | Praga (República Checa)              | Medalla de oro    | C2 por equipos   |
| 2013               | Praga (República Checa)              | Medalla de plata  | C2 individual    |
| Campeonato Europeo |                                      |                   |                  |
| Año                | Lugar                                | Medalla           | Competición      |
| 1998               | Roudnice nad Labem (República Checa) | Medalla de oro    | C2 por equipos   |
| 1998               | Roudnice nad Labem (República Checa) | Medalla de plata  | C2 individual    |
| 2000               | Mezzana (Italia)                     | Medalla de bronce | C2 por equipos   |
| 2002               | Bratislava (Eslovaquia)              | Medalla de bronce | C2 individual    |
| 2004               | Skopie (Macedonia)                   | Medalla de oro    | C2 individual    |
| 2004               | Skopie (Macedonia)                   | Medalla de oro    | C2 por equipos   |
| 2005               | Tacen (Eslovenia)                    | Medalla de oro    | C2 individual    |
| 2006               | L'Argentière-la-Bessée (Francia)     | Medalla de bronce | C2 por equipos   |
| 2007               | Liptovský Mikuláš (Eslovaquia)       | Medalla de plata  | C2 individual    |
| 2007               | Liptovský Mikuláš (Eslovaquia)       | Medalla de plata  | C2 por equipos   |
| 2009               | Nottingham (Reino Unido)             | Medalla de oro    | C2 por equipos   |
| 2010               | Bratislava (Eslovaquia)              | Medalla de oro    | C2 por equipos   |
| 2010               | Bratislava (Eslovaquia)              | Medalla de plata  | C2 individual    |
| 2012               | Augsburgo (Alemania)                 | Medalla de oro    | C2 individual    |
| 2012               | Augsburgo (Alemania)                 | Medalla de plata  | C2 por equipos   |